# Большекизилбаєво
Большекизилба́єво (рос. Большекызылбаево, башк. Оло Ҡыҙылбай) — присілок у складі Мечетлінського району Башкортостану, Росія. Входить до складу Алегазовської сільської ради.
Населення — 451 особа (2010; 508 у 2002).
Національний склад:
- башкири — 65 %
- татари — 33 %